# 덕풍터널
덕풍터널은 경기도 하남시 덕풍동에 위치한 터널이다. 공영사입구와 한솔아파트 도로를 연결하는 420m 길이의 터널이다. 2012년 5월 18일에 개통식이 열렸다.

## 개요
하남시의 공영사입구 – 한솔아파트 도로를 연결하는 터널로 2002년부터 계획을 시작하여, 2012년 5월 18일에 개통되었다. 도로는 길이 1.3km, 폭 20m의 왕복 4차선이며, 터널 구간 420m를 포함하고 있다. 이 도로는 하남시와 국도 제43호선 서울시 강동구의 황산 구간을 연결해 서울로 이동하는 시간을 10 여분 이상 단축시켰고, 신장사거리 구간의 교통량 분산으로 주변 지역 교통 흐름을 원활하게 만들고자 계획되었으며, 총 306 억원의 사업비가 투입되었다.

## 주변
덕풍터널을 빠져나와 한솔아파트로 접어들면, 오른쪽 위로 조선시대 학유정(鶴遊井)이라 불리던, 덕풍골 약수터가 있고, 한솔아파트 맞은편에는 정종의 넷째 아들이었던 신성군의 신성군묘역이 있다.
덕풍터널 내부에도 보행로가 있지만, 소음과 매연 방지를 위해 양방 보행로 부스 설치가 계획(2020년 10월에 착공하여, 2021년 2월에 준공) 중이다.

## 연결 도로
- 중부고속도로
- 수도권제1순환고속도로
- 국도 제43호선

## 이미지

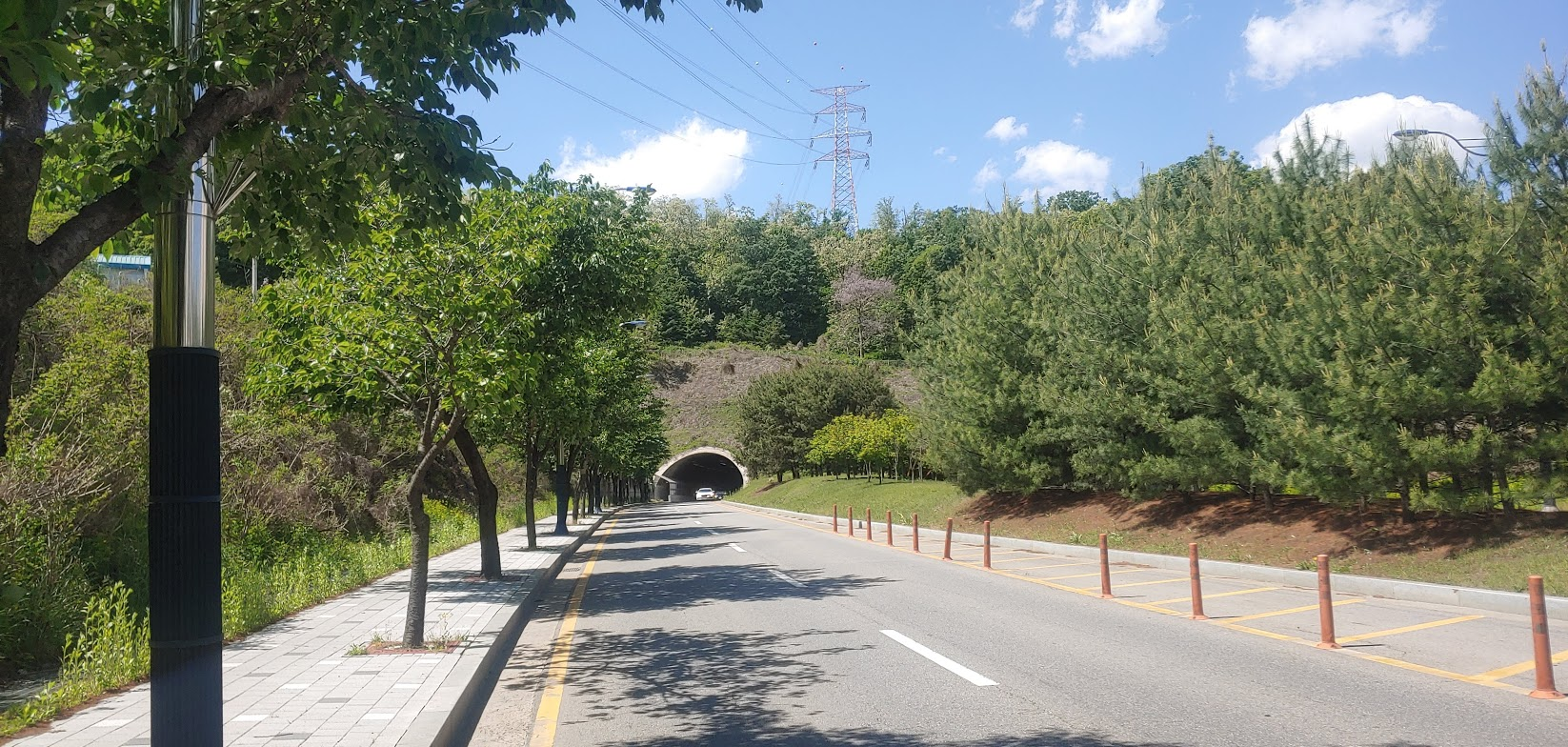
덕풍터널 오른쪽 (한솔아파트 기준)
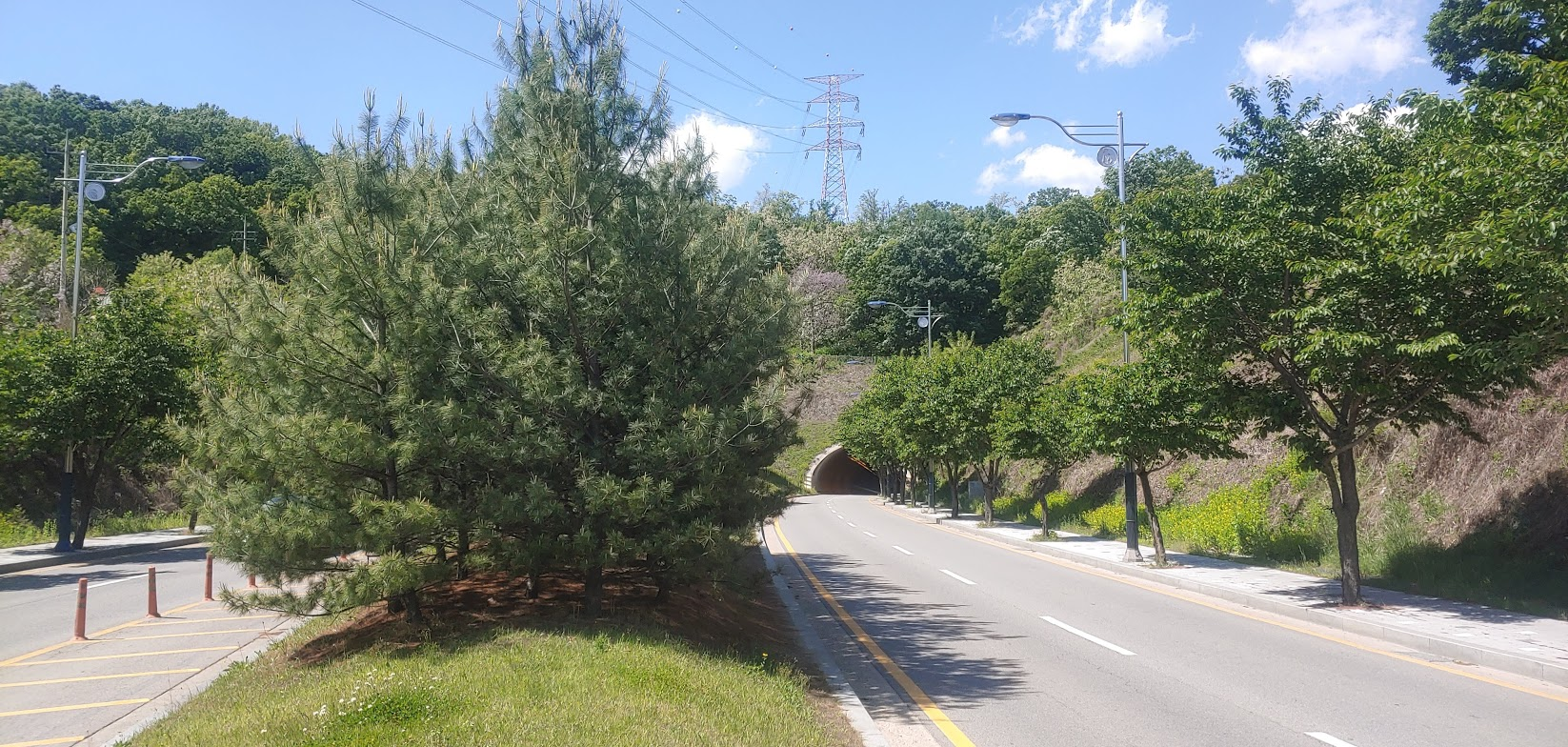
덕풍터널 왼쪽 (한솔아파트 기준)
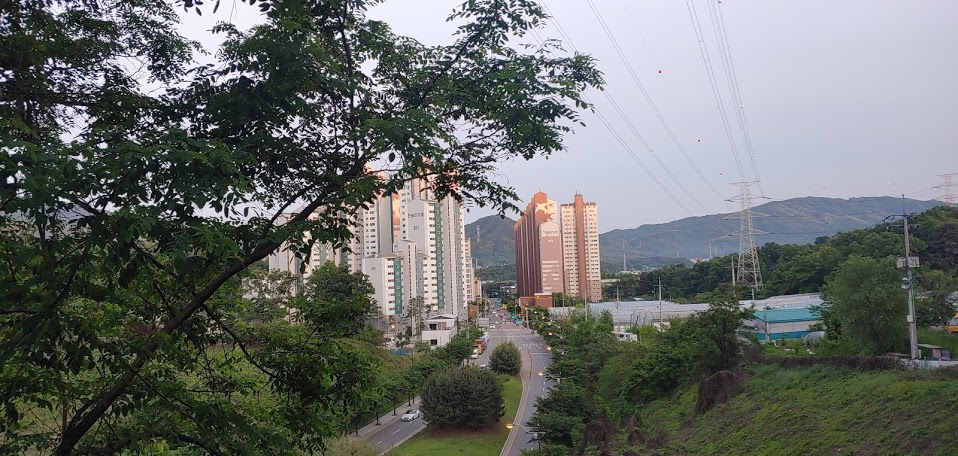
덕풍터널 언덕 위에서 본 한솔아파트